# Podgrodzie (województwo podkarpackie)
Podgrodzie – wieś uzdrowiskowa w Polsce, położona w województwie podkarpackim, w powiecie dębickim, w gminie Dębica.

## Uzdrowisko
Na mocy rozporządzenia Rady Ministrów z dnia 27 października 2022 r. sołectwu Latoszyn oraz sołectwu Podgrodzie został nadany status uzdrowiska, które otrzymało nazwę „Uzdrowisko Latoszyn”.

## Historia
Początki wsi sięgają X wieku, kiedy to na jednym ze wzgórz istniał słowiański gród. Osada ta została zniszczona przez Wiślan, a jej władca – Bodzos – zamordowany. Nawiązująca do grodu nazwa jednak pozostała.
Wieś w powiecie pilzneńskim w województwie sandomierskim w latach 70. XVI wieku była własnością wojewody kijowskiego Konstantego Wasyla Ostrogskiego.
W latach 1975–1998 miejscowość położona była w województwie tarnowskim.
W 2012 r. sołectwu Latoszyn i sołectwu Podgrodzie został nadany status obszaru ochrony uzdrowiskowej („Obszar Ochrony Uzdrowiskowej Latoszyn”).

## Gospodarka
W listopadzie 2007 roku zakład firmy Romet Motors rozpoczął tu produkcję skuterów, motorowerów i motocykli marki Romet. Na terenie Podgrodzia zostały wybudowane hale tranzytowe i punkty logistyczne przez firmę Trans Południe.

## Religia
Podgrodzie jest siedzibą rzymskokatolickiej parafii Parafia Przemienienia Pańskiego należącej do dekanatu Dębica Zachód w diecezji tarnowskiej.

## Znane osoby
Z Podgrodzia pochodzi Rafał Buszek wielokrotny reprezentant Polski (w 2014 występował w drużynie która zdobyła mistrzostwo świata).

## Części wsi
| SIMC    | Nazwa      | Rodzaj     |
| ------- | ---------- | ---------- |
| 0818456 | Dół        | część wsi  |
| 0818522 | Grabówka   | przysiółek |
| 0818462 | Jaskarnia  | część wsi  |
| 0818479 | Karazjak   | część wsi  |
| 0818485 | Maga       | część wsi  |
| 0818491 | Nawsie     | część wsi  |
| 0818500 | Nowa Wieś  | część wsi  |
| 0818516 | Trzedniaki | część wsi  |